# Software Freedom Law Center
 (décembre 2022).
La Software Freedom Law Center (SFLC) est une organisation qui procure assistance et défense juridique aux projets de logiciels libres.
Son plus gros projet à ce jour est la rédaction de la licence licence publique générale GNU (GPL), version 3, pour le compte de la Free Software Foundation.

## Conseil d'administration
- Eben Moglen
- Philippe Aigrain
- Diane M. Peters
- Lawrence Lessig
- Daniel J. Weitzner